# Dekanat Kańczuga
Dekanat Kańczuga – dekanat archidiecezji przemyskiej, w archiprezbiteracie łańcuckim.

## Historia
W latach 1780–1790 w Galicji zostały przeprowadzone tzw. reformy józefińskie, których celem było dostosowanie administracji kościelnej do administracji państwowej. 1 marca 1784 roku Gubernium lwowskie przesłało do przemyskiego konsystorza postulaty dotyczące reorganizacji dekanatów. 7 czerwca 1784 roku został przesłany do Lwowa, projekt organizacji podziału dekanalnego diecezji przemyskiej.
W 1785 roku został utworzony dekanat kańczucki, w którego skład weszły parafie: Kańczuga, Przeworsk, Albigowa, Gać, Gniewczyna Łańcucka, Handzlówka, Husów, Jawornik Polski, Manasterz, Markowa, Nowosielce, Ostrów, Pantalowice, Siennów, Sietesz, Urzejowice. Następnie gdy okazało się, że siedziby niektórych dekanatów nie były odpowiednio usytuowane względem odległości od parafii i postanowiono je przenieść w bardziej dogodne miejsce. Z tego też powodu w 1787 roku siedziba dekanatu została przeniesiona do Przeworska i powstał dekanat przeworski. 
W 1969 roku dekretem bpa Ignacego Tokarczuka został utworzony obecny dekanat kańczucki.
W latach 1996–1998 dziekanem był ks. Andrzej Skiba.

## Parafie
- Hadle Szklarskie – pw. Niepokalanego Serca Najświętszej Maryi Panny
- Hucisko Jawornickie – pw. Matki Bożej Wspomożenia Wiernych
- Jawornik Polski – pw. św. Andrzeja Apostoła w Jaworniku
- Kańczuga – pw. św. Michała Archanioła
- Łopuszka Mała – rektorat samodzielny Najświętszego Serca Pana Jezusa
- Łopuszka Wielka – pw. Najświętszej Maryi Panny Królowej Polski
- Manasterz – pw. św. Katarzyny
- Ostrów – pw. św. Fabiana i Sebastiana
- Pantalowice – pw. Niepokalanego Poczęcia Najświętszej Maryi Panny
- Rączyna – pw. Nawiedzenia Najświętszej Maryi Panny
- Siedleczka – pw. św. Piotra i Pawła
- Sietesz – pw. św. Antoniego Padewskiego
  - Sietesz Górna – kościół filialny pw. św. Mikołaja Biskupa

## Zgromadzenia zakonne
- Kańczuga – ss. Służebniczki starowiejskie (1902-2022)